# اس‌اس کریستیناجورد (۱۹۱۲)
اس‌اس کریستیناجورد (۱۹۱۲) (به انگلیسی: SS Kristianiafjord (1912)) یک کشتی بود که طول آن ۵۱۲٫۱ فوت (۱۵۶٫۱ متر) بود. این کشتی در سال ۱۹۱۲ ساخته شد.